# Charops fuliginosus
Charops fuliginosus là một loài tò vò trong họ Ichneumonidae.